# Легенда за черното дърво
„Легенда за черното дърво“ (на турски: Kara Ağaç Destanı) е турски драматичен телевизионен сериал, продуциран от Motto Yapım, чийто първи епизод е излъчен на 23 февруари 2024 г. Продуцент на сериала е Хасан Курул. Сценарият е написан от Мустафа Беджит и Селман Кълъчаслан. Режисьор на сериала е Уфук Хакан Ерен. В главните роли са Олгун Шимшек, Емре Къвълджъм, Мелтем Акчьол, Йозлем Джонкер, Хакан Бояв и Мерих Йозтюрк.

## Актьорски състав
- Олгун Шимшек – Джелал ага
- Емре Къвълджъм – Йомер
- Мелтем Акчьол – Султан
- Йозлем Джонкер – Асийе
- Мерих Йозтюрк – Гюлназ
- Гюлчин Хатъхан – Наиле
- Исмаил Хакъ Юрюн – Чобан Али
- Севтап Йозалтун – Зейнеп
- Мехмет Гюлер – Иляс Кахя
- Секван Серинкая – Хамидо
- Оулджан Арман Услу – Мердо
- Нурхаят Боз – Гюлджан
- Сюрея Килимджи – Разийе
- Кенан Джинивиз – Фейзо
- Тунджай Беязът – Хамза
- Мехмет Шекер – Бедо
- Халил Демир – Шехмуз
- Мерт Карабулут – Вейси
- Дениз Алтан – Севим
- Султан Сарохан – Дило
- Берфин Къймаз – Рейхан
- Алеса Дилара Демирджан – Рабиа
- Адем Тюркйълмаз – Адем
- Илбер Гюртунджа – Ерхан
- Якуп Кескин – Каракуш
- Айтен Унджуоглу – Паша Кадън
- Дениз Гюндоуду – Айтен
- Йешим Гюл – Дурду
- Баран Бьолюкбашъ – Савджъ Мурат
- Ипек Карапънар – Кумру
- Еркан Бекташ – Алаз/Ахмет
- Тайлан Мейдан – Бекиро
- Халил Ибрахим Калайджъоглу
- Гьокхан Йълмаз
- Хакан Бояв – Латиф ага
- Ерай Ертюрен – Кадри
- Мерт Деран
- Мехмет Качъра
- Сюмер Текин
- Самет Гюрсел
- Намък Кемал Ийттюрк
- Хюсеин Акшен
- Танер Румели – Осман ага
- Мина Йелда Йозкуршун – Разийе

## Излъчване
| Сезон | Епизоди | Начало на сезона  | Край на сезона | Всички епизоди | ТВ сезон | ТВ канал | Дата и час    |
| ----- | ------- | ----------------- | -------------- | -------------- | -------- | -------- | ------------- |
| 1     | 15      | 23 февруари 2024  | 7 юни 2024     | 1 – 15         | 2024     | TRT 1    | петък (20:00) |
| 2     | 2       | 13 септември 2024 |                | 16 –           | 2024 –   | TRT 1    | петък (20:00) |